# Gummo Marx
Gummo Marx, właśc. Milton Marx (ur. 23 października 1892 Nowy Jork, zm. 21 kwietnia 1977 Palm Springs) – amerykański aktor komediowy. Jeden z braci Marx.

## Biografia
Milton Marx urodził się w 1892 roku jako czwarty z piątki rodzeństwa (nie licząc wcześnie zmarłego Manfreda). Razem z braćmi, Groucho, Harpo i Chico, występował w wodewilach. Jego pseudonim Gummo wziął się od gumowych butów, które nosił w dzieciństwie. W odróżnieniu od braci był mniej żywiołowy na scenie. W 1918 roku, zanim grupa osiągnęła szczyt popularności, zrezygnował z występów, a jego miejsce w zespole zajął najmłodszy z braci – Zeppo. Po odejściu z zespołu, wstąpił do wojska, żeby wziąć udział w I wojnie światowej. Nie został jednak wysłany na front. Po zakończeniu służby zajął się prywatnym biznesem. Kiedy w 1934 roku, Zeppo również postanowił zakończyć karierę artystyczną, Milton został jego partnerem w interesach.
W 1929 ożenił się z wdową Helen von Tilzer i przysposobił Kay, jej córkę z pierwszego małżeństwa. Później urodził im się syn – Robert. Milton zmarł 21 kwietnia 1977 w Palm Beach w Kalifornii.